# Cartagena del Chairá
Cartagena del Chairá là một khu tự quản thuộc tỉnh Caquetá, Colombia. Thủ phủ của khu tự quản Cartagena del Chairá đóng tại Cartagena del Chairá Khu tự quản Cartagena del Chairá có diện tích 13161 ki lô mét vuông. Đến thời điểm ngày 28 tháng 5 năm 2005, khu tự quản Cartagena del Chairá có dân số 21745 người.